# Castelul Křivoklát

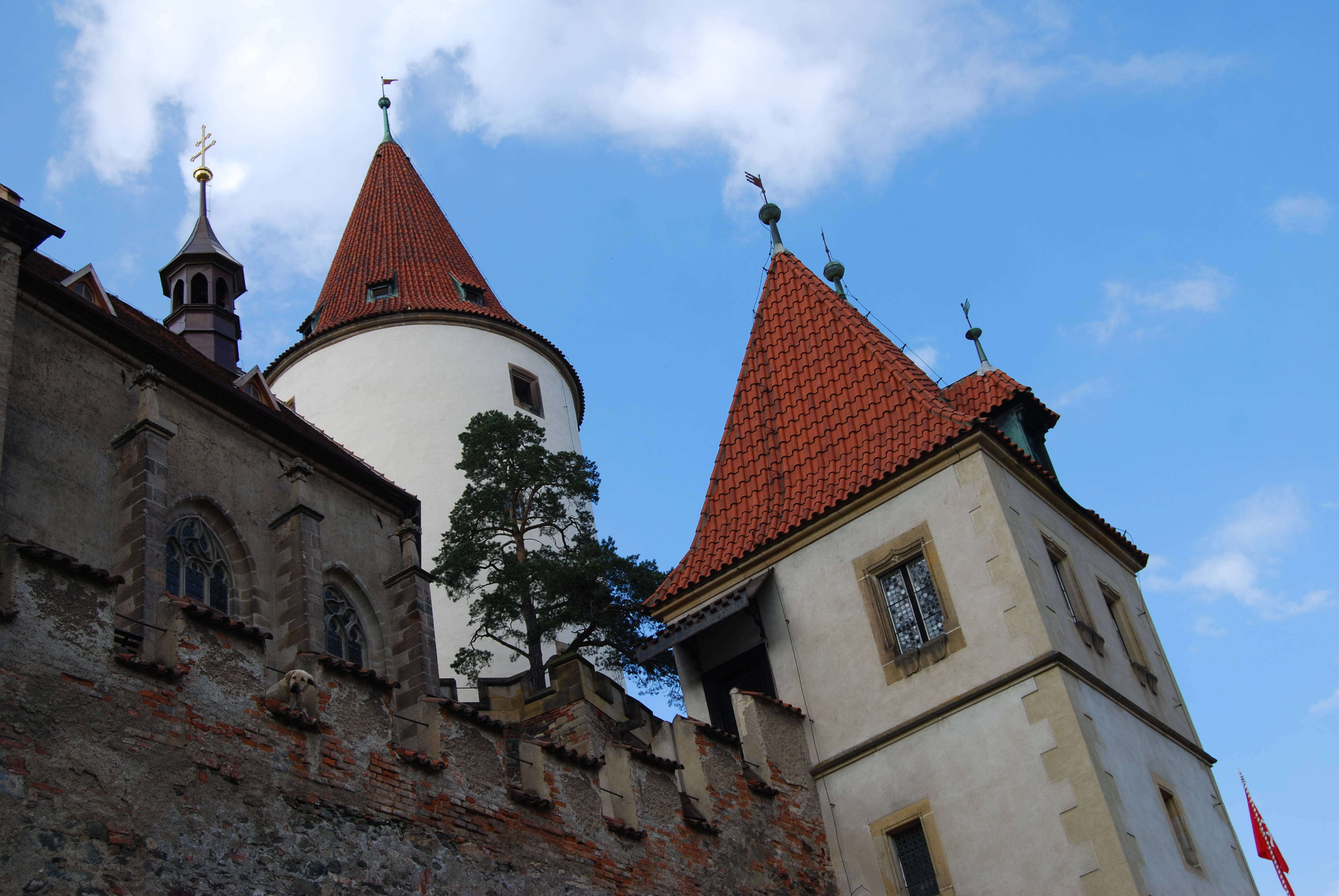
Castelul Křivoklát

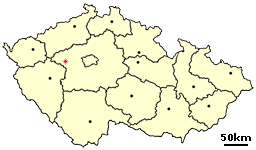
Localizare Castelului Křivoklát din Cehia

Castelul Křivoklát (în cehă hrad Křivoklát, în germană Pürglitz) este un castel din târgul Křivoklát din districtul Rakovník din regiunea Boemia Centrală a Cehiei. Este unul dintre cele mai vechi și mai importante castele medievale ale prinților și regilor cehi, ridicat în secolul al XIII-lea. Din anii 1470 până în anii 1520, a fost reconstruit în totalitate.
Este situat la o altitudine de 285–290 de metri deasupra nivelului mării pe un promontoriu stâncos deasupra pârâului Rakovnický, afluent al râului Berounka, pe teritoriul orașului Křivoklát din districtul Rakovník din regiunea Boemia Centrală. Castelul este proprietatea Republicii Cehe și este deschis publicului. Este protejat ca monument cultural din 1965, iar din 1989 a fost inclus pe lista monumentelor culturale naționale ale Republicii Cehe. Administrarea și accesul publicului sunt asigurate de Institutul Național al Patrimoniului (în cehă Národní památkový ústav).

## Istorie
Křivoklát a fost fondat în secolul al XII-lea, sub stăpânirea regilor Boemiei. 
În timpul domniei lui Otakar al II-lea al Boemiei a fost construit un castel regal mare și monumental, reconstruit ulterior de regele Venceslau al IV-lea și extins ulterior de regele Vladislav al II-lea.
Castelul a fost avariat de câteva ori în incendii. A fost transformat într-o închisoare dură, iar clădirea s-a deteriorat cu timpul. 
În secolul al XIX-lea, casa de Fürstenberg a ajuns proprietară a castelului și l-a reconstruit după un incendiu care a avut loc în 1826. Casa de Fürstenberg a deținut castelul până în anul 1929.
Astăzi, castelul este folosit ca muzeu, destinație turistică și loc pentru expoziții teatrale. În castel sunt depozitate colecții de arme de vânătoare, picturi gotice și cărți.

## În cultura populară
O parte din exterioarele filmului Cum se trezește o prințesă (1978, regia Václav Vorlíček) au fost turnate la Castelul Křivoklát.

## Galerie de imagini

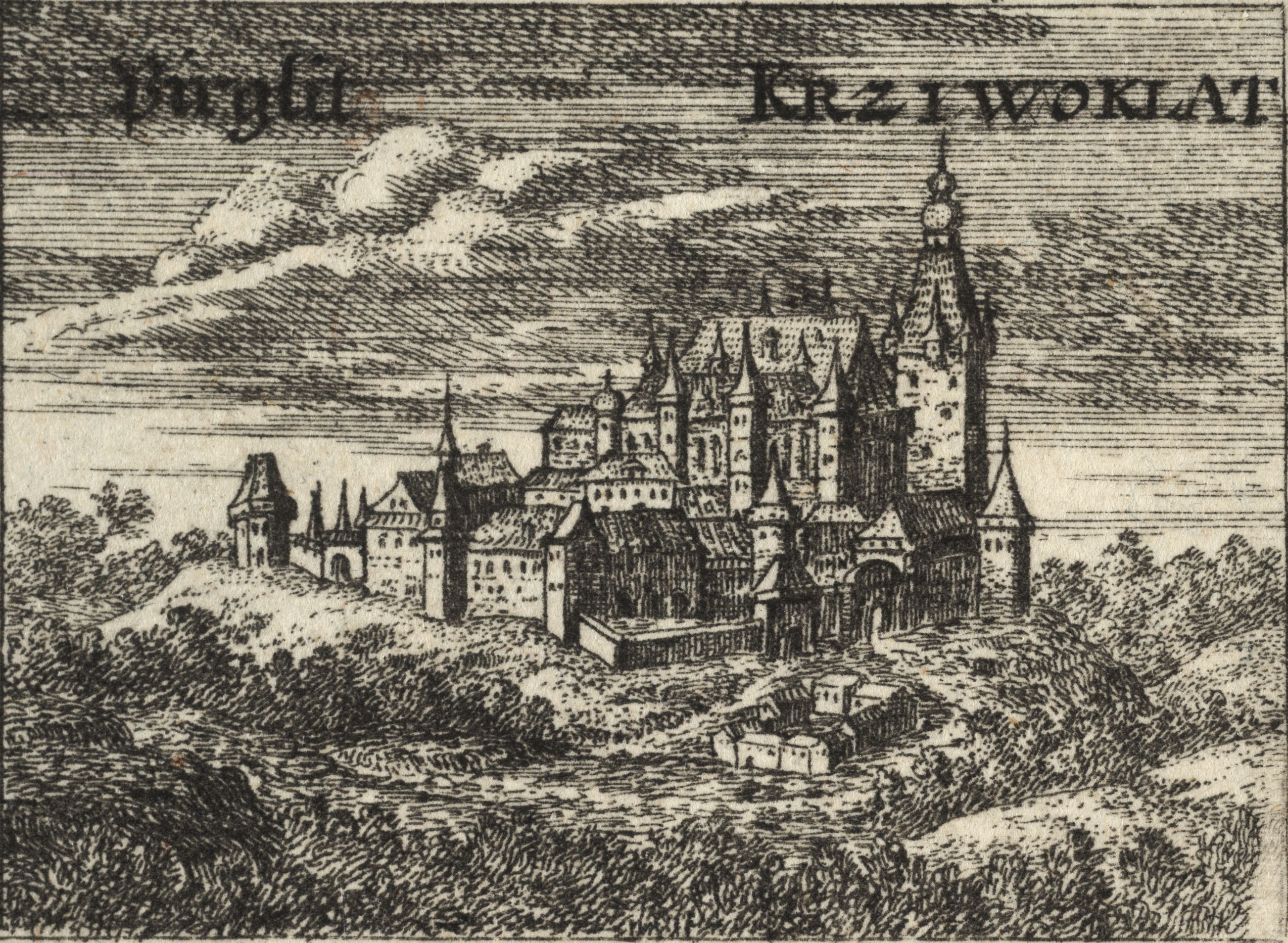
Křivoklát pe o gravură de Václav Hollar din secolul al XVII-lea
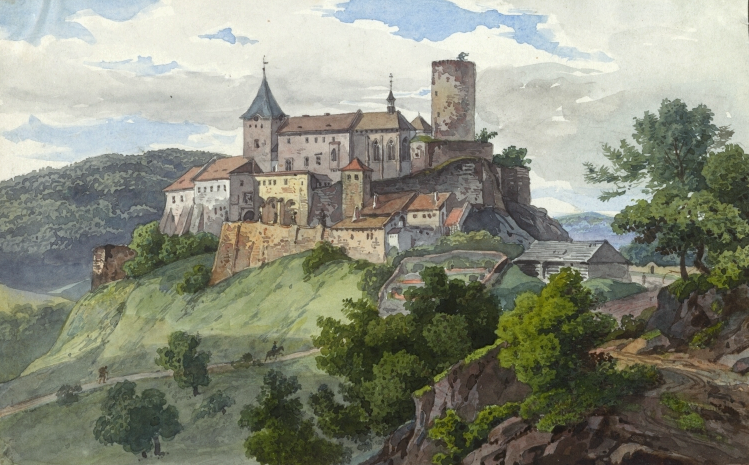
Křivoklát pe o acuarelă de Antonín Mánes⁠(d) din 1835
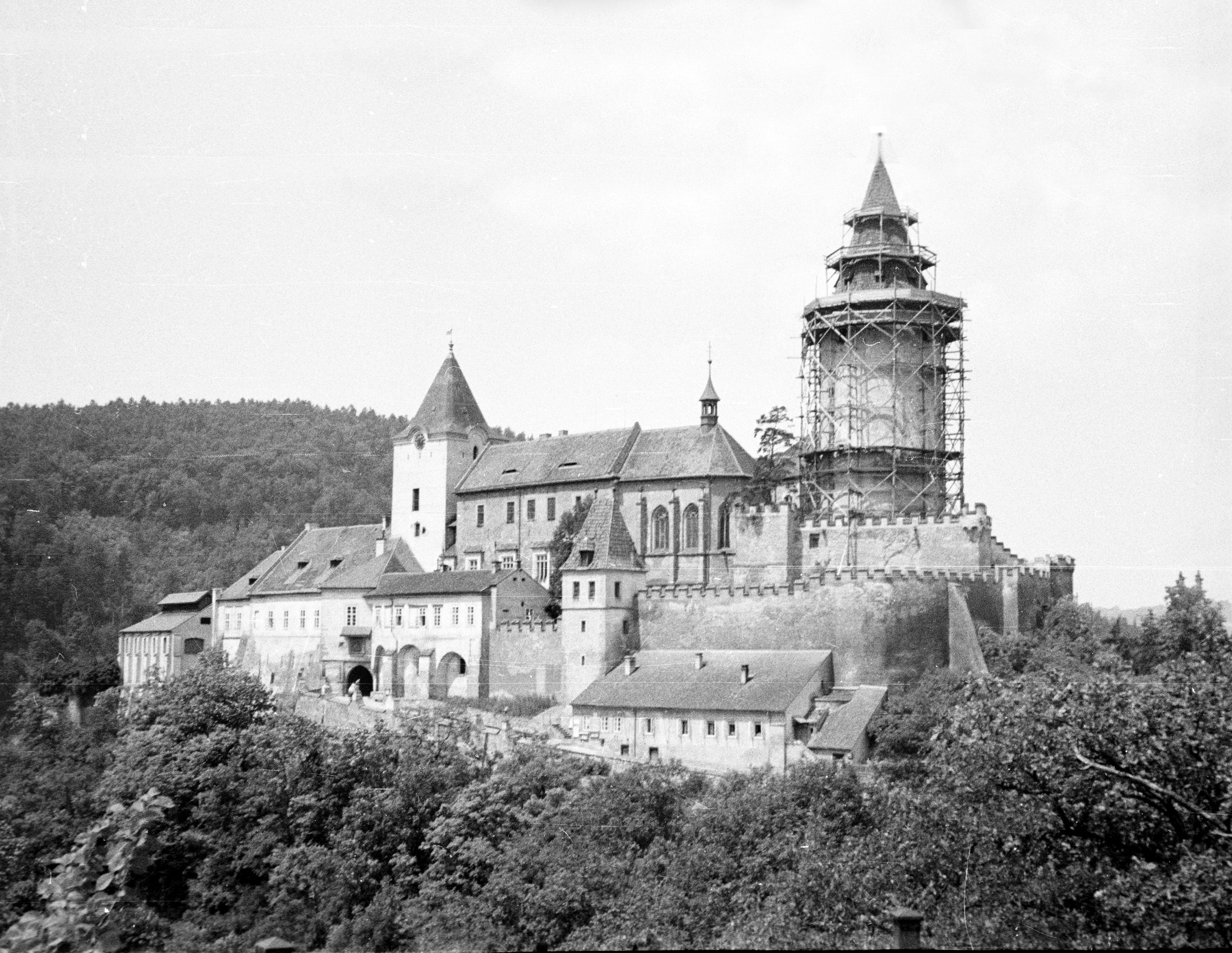
Krivoklat în jurul anului 1958, când turnul său principal a fost reconstruit
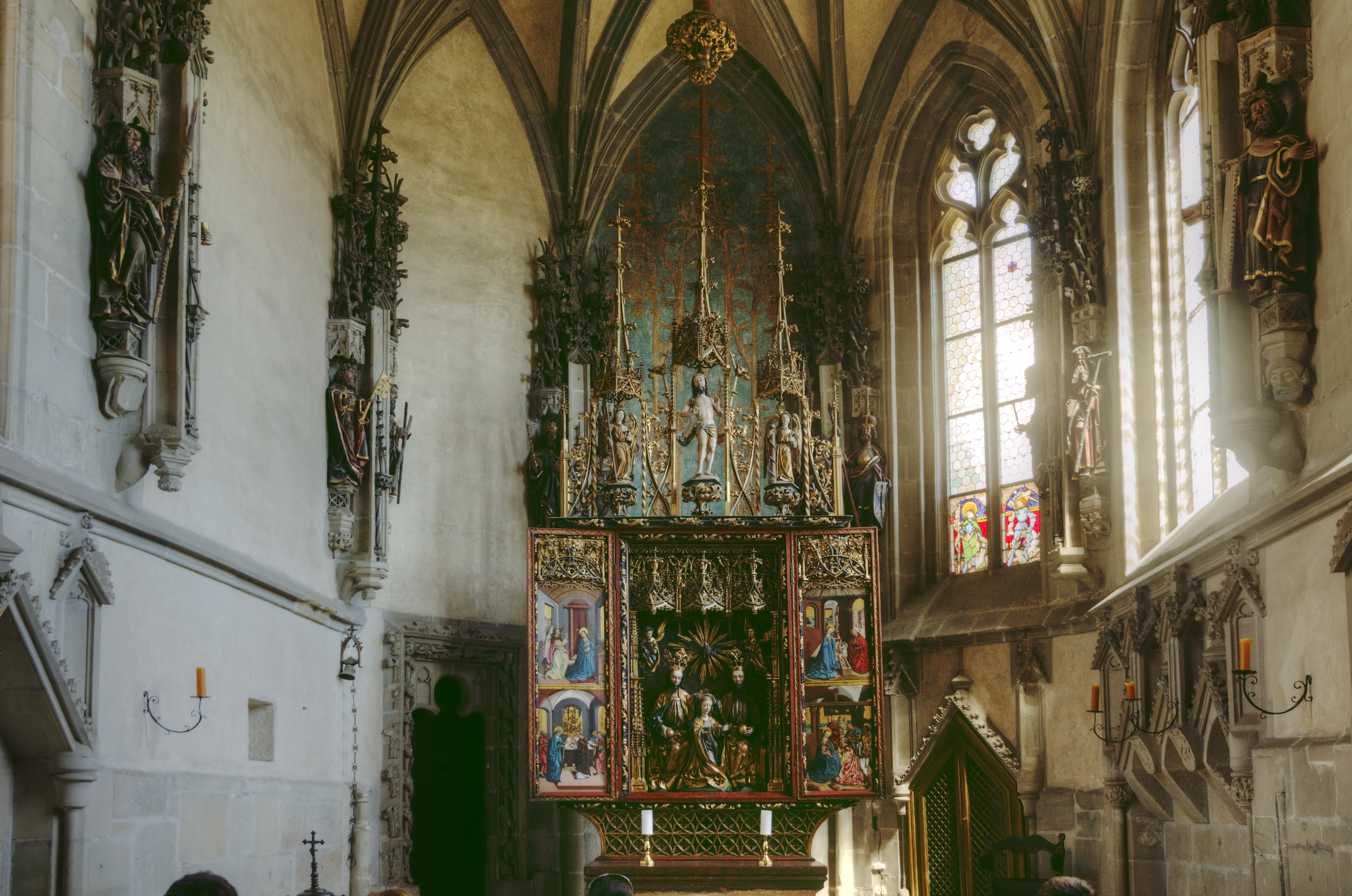
Altarul din Capela Încoronării Fecioarei Maria din anii 1490
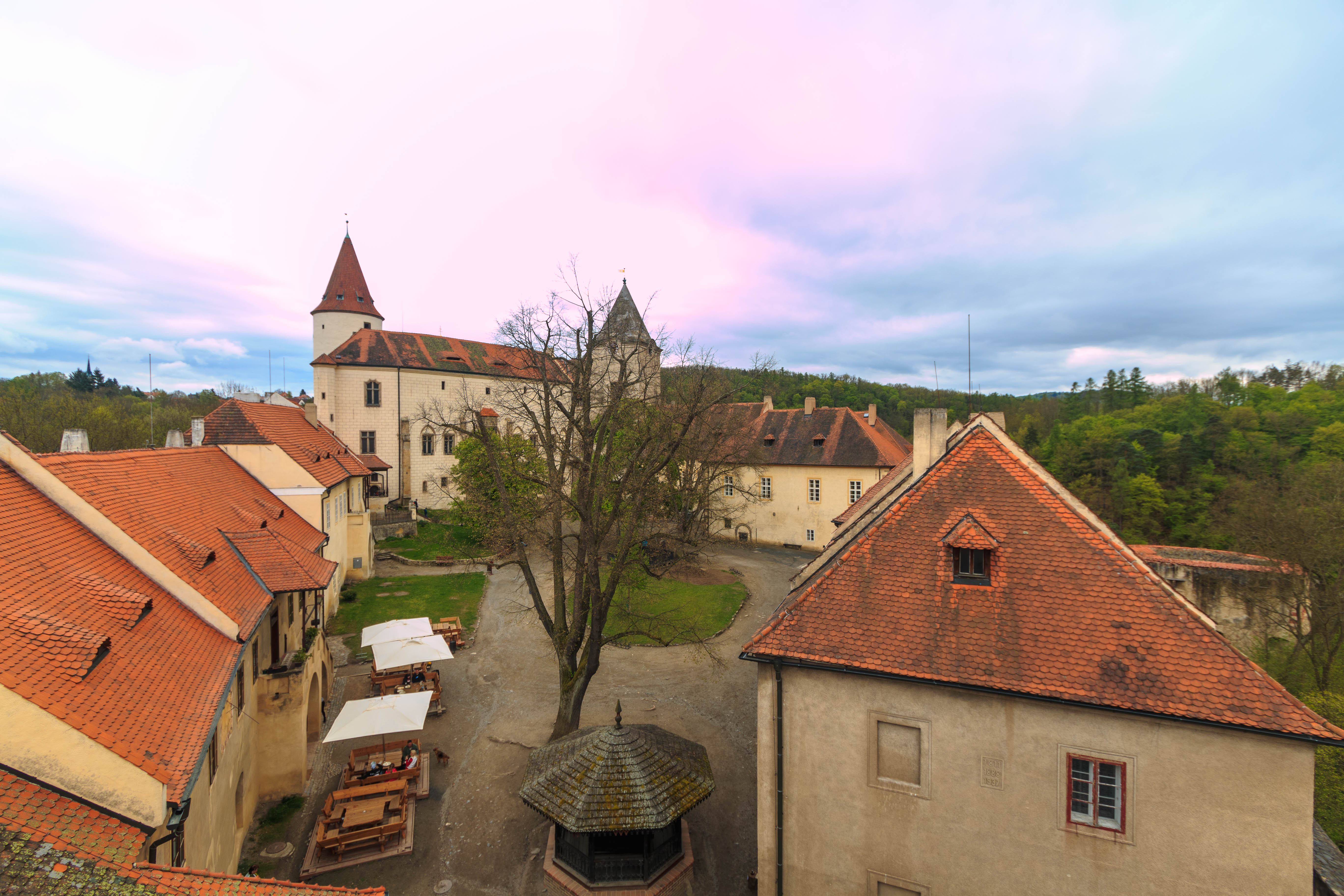
Curtea inferioară a castelului
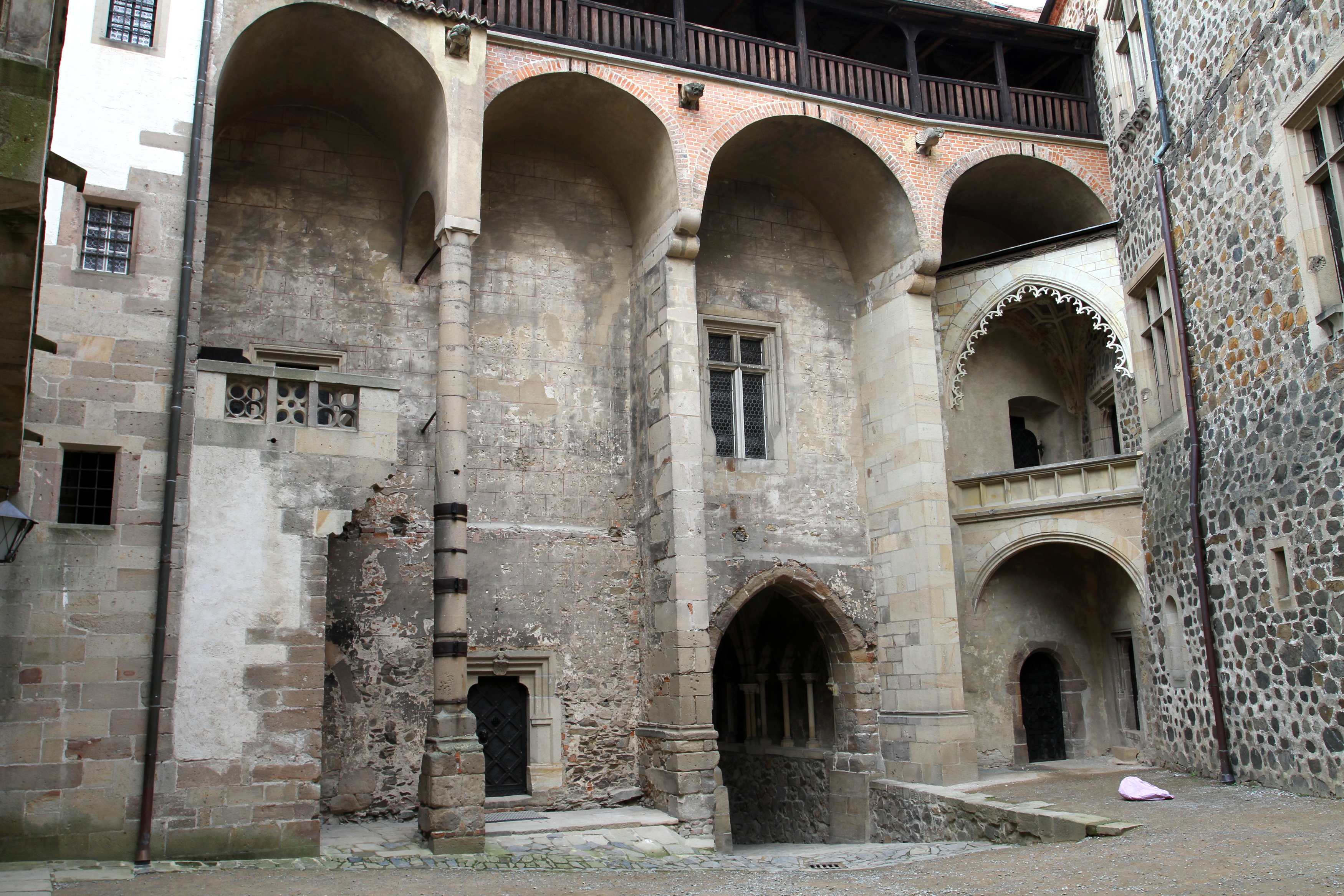
Curtea superioară a castelului
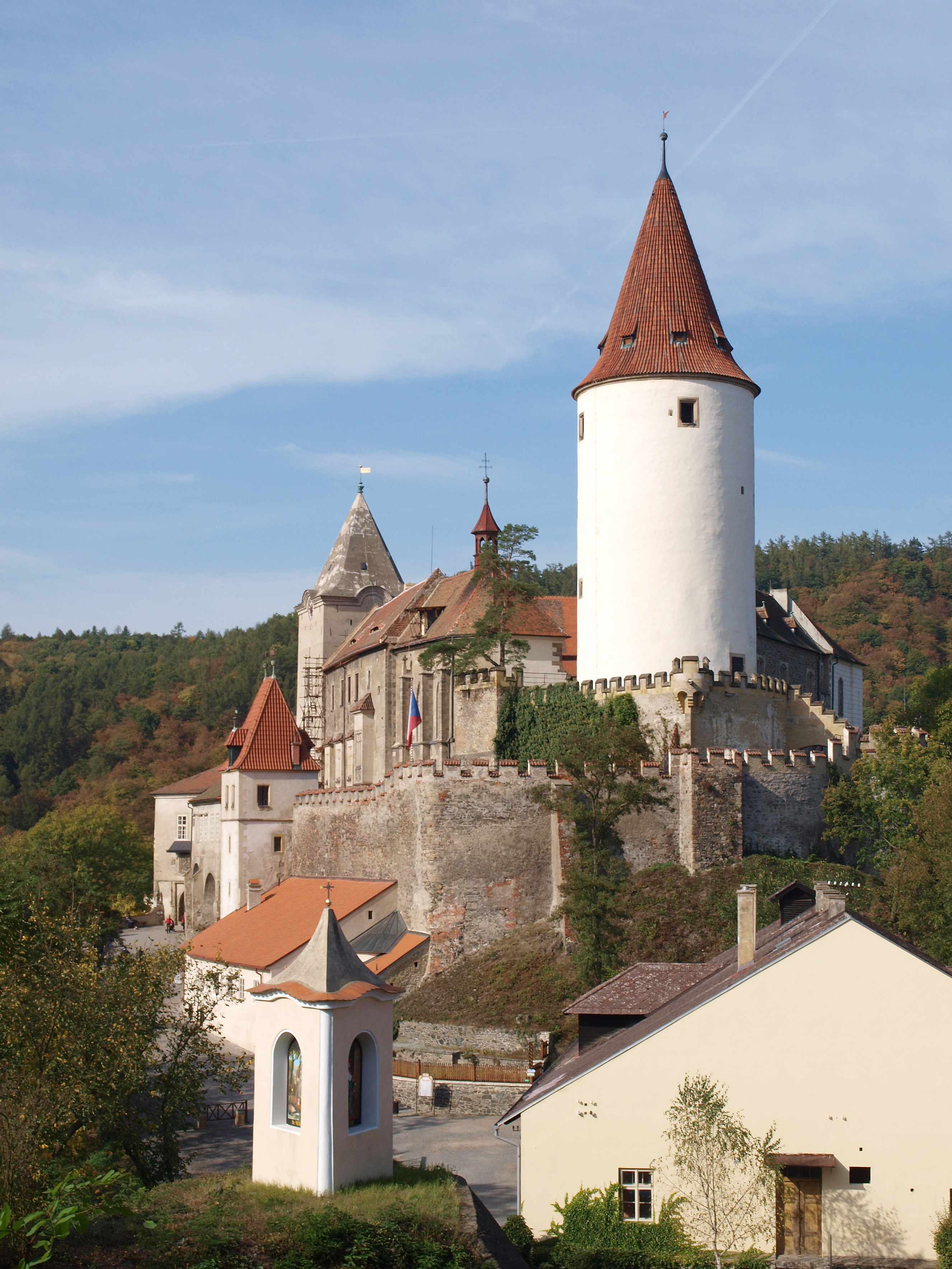
Vedere dinspre est

## Prizonieri notabili
- Burkhard von Berlichingen⁠(d)
- Edward Kelley
- Hieronymus Makowsky⁠(d)